# بطولة تونس لألعاب القوى 2011
بطولة تونس لألعاب القوى 2011 هو الدورة 56 من بطولة تونس لألعاب القوى.

فاز بهذا الموسم الزيتونة الرياضية.

## روابط خارجية
- الموقع الرسمي للجامعة التونسية لألعاب القوى.